# Żurawieniec (województwo wielkopolskie)
Żurawieniec – wieś w Polsce położona w województwie wielkopolskim, w powiecie kolskim, w gminie Babiak.
W latach 1975–1998 miejscowość należała administracyjnie do województwa konińskiego.